# Шершеневич, Вадим Габриэлевич
Вади́м Габриэ́левич Шершене́вич (24 января [5 февраля] 1893, Казань — 18 мая 1942, Барнаул) — русский поэт Серебряного века, переводчик, литературный критик, один из основателей и главных теоретиков имажинизма; режиссёр, сценарист и драматург. 

## Ранний период
Родился в семье профессора Габриэля Феликсовича Шершеневича, известного юриста и впоследствии депутата I Государственной Думы, и оперной певицы Евгении Львовны Мандельштам (по сцене Львовой, 1869—1919), сестры адвоката М. Л. Мандельштама. Дед — педиатр, учёный-медик и организатор здравоохранения Лев Борисович Мандельштам. Родители расстались без оформления развода, когда сыну было семь лет, и он в дальнейшем жил с матерью.
С 1907 года жил в Москве, учился в частной гимназии, основанной Л. И. Поливановым (в ней же ранее учились В. Брюсов, Андрей Белый, Сергей Соловьёв, в одном классе с Вадимом — шахматист Александр Алехин), в Московском университете — сперва на математическом, потом на историко-филологическом факультетах, некоторое время стажировался в Мюнхенском университете.
Писать стихи начал в гимназические годы, пробуя разные манеры. В первых поэтических сборниках («Весенние проталинки» (1911), «Carmina» (1913)) ощущается сильнейшее влияние мэтров символизма — Бальмонта, Брюсова, Блока. Последующие — «Романтическая пудра», «Экстравагантные флаконы» (оба — 1913) ненадолго сближают Шершеневича с эгофутуристами. В 1913 году вместе с Львом Заком организовал футуристическую группу «Мезонин поэзии». Часто печатался под различными псевдонимами (в основном как критик: В. Гальский, Георгий Гаер, Венич, Egyx и другими).
В середине 1910-х участвовал в литературных диспутах, опубликовал теоретическую работу «Футуризм без маски» (1913), переводил литературные манифесты теоретика итальянского футуризма Ф. Маринетти. Претендовал на роль теоретика русского футуризма с ориентацией на Запад (роль, аналогичную той, которую играл в символизме В. Я. Брюсов), что стимулировалось приятельскими отношениями Шершеневича с Брюсовым. Редактировал «Первый журнал русских футуристов» (1914), что вызвало нарекания как коллег по изданию (Давид Бурлюк, Бенедикт Лившиц, впоследствии назвавший Шершеневича «самовлюблённым графоманом»), так и оппонентов (прежде всего группы «Центрифуга»; с резким выпадом против Шершеневича выступил входивший тогда в «Центрифугу» Борис Пастернак — статья «Вассерманова реакция»). Во время Первой мировой войны был на фронте в качестве вольноопределяющегося. В этот период Шершеневич обретает свою манеру, в значительной части сохранившуюся и в имажинистский период; она представлена сборником «Автомобилья поступь» и драмой «Быстрь» (оба 1916), в том же году вышел сборник статей об искусстве «Зелёная улица».

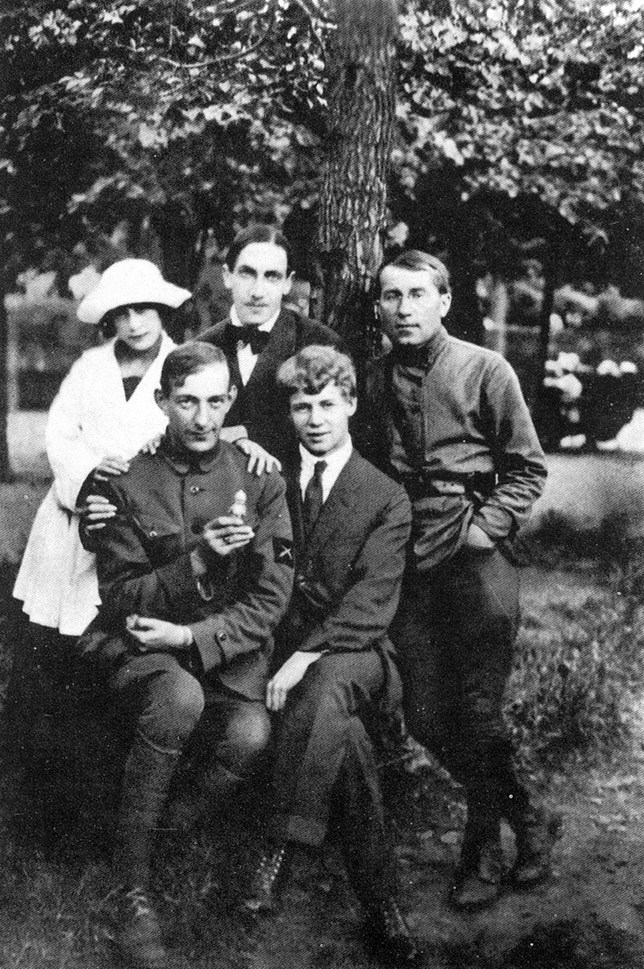
Имажинисты: Есенин, Шершеневич, Грузинов, Мариенгоф, Шеришевская (1919 год)

## Вождь имажинистов
В 1919 году — один из главных основателей группы имажинистов (С. Есенин, А. Мариенгоф, А. Кусиков). Термин (в форме «имажионизм») и интерес к «слову-образу» появляется уже в футуристических работах Шершеневича 1910-х годов; связь его с англо-американским имажизмом сомнительна. В 1918 Шершеневич публикует одно из самых значительных своих произведений — любовную поэму «Крематорий», являющуюся своего рода ответом на «Облако в штанах» Маяковского (переиздана в следующем году с подзаголовком «Поэма имажиниста»). В начале 1920-х издаёт книгу стихов «Лошадь как лошадь» (наиболее известная его книга), сборник поэм «Кооперативы веселья», трагедию «Вечный жид», комедию «Одна сплошная нелепость», участвует в коллективных изданиях «Коробейники счастья», «Золотой кипяток» и «Мы Чем Каемся» (конфискована из-за провокационного названия, напоминающего о московской ЧК), сборниках «Имажинисты» и журнале «Гостиница для путешествующих в прекрасном». Читает стихи с эстрады, пользуясь громадной популярностью среди московской публики; продолжается начавшееся ещё до революции соперничество Шершеневича с Маяковским. Был председателем московского отделения Всероссийского союза поэтов (1919).
Для творчества Шершеневича характерно нагнетание городских метафор, тематика трагической чувственной любви, эпатаж, основанный, как и у ранних футуристов, на эстетизации безобразного и богоборческих мотивах, бурлескные образы (интерес к клоунаде, «гаерству» устойчив для его биографии), сознательно экспериментальная «брюсовская» разработка приёмов (подчёркнутая названиями стихотворений из книги «Лошадь как лошадь» вроде «Принцип звука минус образ» или «Параллелизм тем»), принципиально декларируемый аполитизм искусства (в 1919 году арестовывался за контакты с партией анархистов). С формальной точки зрения поэзии Вадима Шершеневича присущ акцентный стих (который он разрабатывал параллельно с Маяковским) и тактовик, позже диссонансная рифма. Автор теоретической работы об имажинизме «2х2=5» (1920) и сборника эссе о творчестве товарищей по группе «Кому я жму руку» (1921).

## 1930-е годы
Последняя книга оригинальных стихов — сборник «Итак, итог» (1926), последовательно построенная на рифмах-диссонансах. В том же году написал антиутопическую пьесу «Мещантика» (не опубликована при жизни).
Значительная часть работы Шершеневича связана с кино и театром; работал как драматург, режиссёр, критик, сценарист, переводчик. Автор выдержавшей два издания книги «Игорь Ильинский». В 1920-е—1930-е переводил на русский язык пьесы У. Шекспира, П. Корнеля, В. Сарду, немецкую (Рильке, Лилиенкрон) и французскую (включая полный перевод «Цветов зла» Бодлера) поэзию, либретто популярных оперетт, работал над книгой мемуаров «Великолепный очевидец» (несмотря на автоцензурные попытки приспособить её к условиям советской печати, издана она при жизни автора не была). Представляющие большой интерес оригинальные произведения Шершеневича 1930-х годов также опубликованы только в 1990-е. «Цветы зла» в переводе Шершеневича изданы впервые в 2007 году.

## В эвакуации
Осенью 1941 году эвакуировался на Алтай. Участвовал в литературных концертах на оборонных заводах и в военных госпиталях Барнаула, писал тексты для агитационных плакатов. Скончался после тяжёлой скоротечной болезни (двустороннего туберкулёза лёгких). Похоронен на Булыгинском кладбище (Барнаул). В фондах Государственного музея истории литературы, искусства и культуры Алтая имеются материалы о барнаульском периоде жизни поэта.

## Семья
- Первая жена (1913—1922) — актриса Евгения (Ева) Давидовна Шор (1890—1940), дочь пианиста Давида Соломоновича Шора; в 1922 году служила в секторе науки Главнауки Наркомата просвещения РСФСР. От этого брака дочь Ирина. Первая семья Шершеневича в 1930-е годы жила в Бельгии.
- Вторая жена (1922—1926) — актриса Опытно-героического театра Юлия Сергеевна Дижур (1901, Киев — 1926, Москва), дочь присяжного поверенного Одесской судебной палаты Сергея Зелмановича Дижура, покончившая с собой после ссоры с мужем 3 апреля 1926 года; ей посвящена книга «Итак итог».
- Третья жена (с 1936) — актриса Московского театра оперетты Мария Михайловна Волкова.

## Сочинения
- Весенние проталинки, М., изд. Балдина, 1911
- Carmina, М.,1913
- Романтическая пудра, СПб., 1913
- Экстравагантные флаконы. М., Мезонин поэзии, 1913
- Футуризм без маски. М., 1913
- Зелёная улица. Статья, 1915
- Автомобильная поступь, М., Плеяды, 1916
- Быстрь. М., Плеяды, 1916
- Зеленая улица. М., Плеяды, 1916
- Вечный жид. Пьеса, М., изд. Чихи-Пихи. 1919
- Крематорий. М., Чихи-Пихи, 1919
- Лошадь как лошадь, М., Плеяды, 1920
- 2x2 = 5. Листы имажиниста. М., Имажинисты, 1920
- Кооперативы веселья, М., Имажинисты, 1921
- Одна сплошная нелепость. М., Имажинисты, 1922
- Шершеневич жмет руку кому. М., Имажинисты, 1924
- Итак, итог. М., изд. автора, 1926
- Игорь Ильинский. М., Кинопечать, 1926, 1927
- Н. М. Бравин. М.-Л., Кинопечать, 1927
- Ярон. М.-Л. Кинопечать, 1927
- Смешно о кино. М., Теа-кино-печать, 1928
- А. Кторов. М., Теа-кино-печать, 1929
- Великолепный очевидец, 1936 (издано в сборнике: Мой век, мои друзья и подруги. Воспоминания Мариенгофа, Шершеневича, Грузинова. М. Московский рабочий. 1990, с. 416—649)
- Гверилья. М., 1938

## Издания
- Шершеневич В. Лошадь как лошадь. — «Плеяда», 1920.
- Шершеневич В. Г. Ангел катастроф: Избранное. — М.: Независимая служба мира, 1994. — 163 с.;
- Шершеневич В. Г. Листы имажиниста: Стихотворения. Поэмы. Теоретические работы. — Ярославль: Верхн.-Волж. кн. изд-во, 1996. −528 с.;
- Шершеневич В. Г. Стихотворения и поэмы. — СПб.: Академический проект, — 2000. — 368 с.
- Маринетти Ф. Т. Футурист Мафарка. Издательство книжного магазина «Циолковский». М., 2016, 550 экземпляров (перевод Шершеневича В. Г.). Ранее в России этот роман в переводе Шершеневича издавался единственный раз, в 1916 г., с цензурными купюрами. Издательство «Циолковский» восполнило цензурные пробелы.
- Бодлер Ш. «Цветы зла» (перевод Шершеневича В. Г.)
- Шершеневич В. Г. Великолепный очевидец / Вступ.ст. В. Дроздкова. — М.: Книжный Клуб Книговек, 2018. — 704 с. — ISBN 978-5-4224-1432-1 (Поэты в стихах и прозе) [Издание содержит Поэтические воспоминания 1910—1925]